# Liste der denkmalgeschützten Objekte in St. Sigmund im Sellrain
Die Liste der denkmalgeschützten Objekte in St. Sigmund im Sellrain enthält die 6 denkmalgeschützten, unbeweglichen Objekte der Gemeinde St. Sigmund im Sellrain.

## Denkmäler
| Foto  |                 | Denkmal                                                                                       | Standort                                      | Beschreibung | Metadaten |
| ----- | --------------- | --------------------------------------------------------------------------------------------- | --------------------------------------------- | --- | --- |
| ja    | Datei hochladen | Herrenhaus HERIS-ID: 96808 Objekt-ID: 112406 TKK: 48343                                       | Lüsens 1 Standort KG: St. Sigmund             | Das Herrenhaus in Lüsens wurde 1633 als Landhaus für die Chorherren des Stiftes Wilten errichtet und bildete einen Teil der 1305 erstmals erwähnten Almwirtschaft. 1930 wurde es zum Gasthof umgebaut. Der zweigeschoßige Mauerbau weist eine regelmäßig gegliederte Fassade mit Putzfaschengliederung und gaupenbesetztem Satteldach auf, das von einem Dachreiter bekrönt wird. Der hölzerne Verandavorbau wurde 1930 errichtet. | BDA-Hist.: Q37768829 Status: § 2a Stand der BDA-Liste: 2025-06-30 Name: Herrenhaus GstNr.: .2 Alpengasthof Lüsens                                                        |
| ja BW | Datei hochladen | Magdalenenkapelle HERIS-ID: 103265 Objekt-ID: 119739 TKK: 48344                               | bei Lüsens 1 Standort KG: St. Sigmund         | Die Hauskapelle zur hl. Magdalena ist an der westlichen Stirnseite des Herrenhauses angebaut. Das annähernd quadratische Schiff ist mit einem Klostergewölbe, der Chor mit einem Stichkappengewölbe versehen. Der Innenraum ist vollständig mit reicher Scheinarchitekturmalerei in Grisaille geschmückt, die 1782 von Joseph Denifle geschaffen wurde. | BDA-Hist.: Q37795878 Status: § 2a Stand der BDA-Liste: 2025-06-30 Name: Magdalenenkapelle GstNr.: .1 Alpengasthof Lüsens                                                 |
| ja    | Datei hochladen | Kath. Pfarrkirche hl. Sigmund und Friedhof HERIS-ID: 55913 Objekt-ID: 64819 TKK: 48333, 48334 | neben St. Sigmund 12 Standort KG: St. Sigmund | Der spätgotische Bau wurde um 1490 errichtet. 1789 wurde die Orientierung der Kirche durch den Anbau eines barocken Chors im Westen und die Umgestaltung des früheren Chors im Osten zur Vorhalle geändert. Das vierjochige Langhaus ist mit Spitzbogenfenstern und massigen, dreiviertelhohen Strebepfeiler gegliedert. Im Inneren ist das Langhaus mit einer Stichkappentonne und der Chor mit einer Hängeflachkuppel versehen. Vom gotischen Gewölbe haben sich die Rippen an Triumphbogen und Stichkappen sowie Schlusssteine mit Wappen erhalten. Die Deckengemälde im Langhaus wurden 1779 von Josef Schmutzer dem Jüngeren geschaffen und zeigen Szenen aus dem Leben des hl. Sigmund. Im Chor finden sich Deckengemälde von Joseph Leopold Strickner von 1790, an der Emporenbrüstung Malereien von Rafael Thaler von 1932. Im Nordosten des Langhauses befindet sich ein rechteckiger, kreuzgratgewölbter Raum mit spätgotischer Wandmalerei von 1486/1487. | BDA-Hist.: Q38068728 Status: § 2a Stand der BDA-Liste: 2025-06-30 Name: Kath. Pfarrkirche hl. Sigmund und Friedhof GstNr.: .56, 49 Hl. Sigmund (St. Sigmund im Sellrain) |
| ja    | Datei hochladen | Widum HERIS-ID: 55914 Objekt-ID: 64820 TKK: 48336                                             | St. Sigmund 12 Standort KG: St. Sigmund       | Das Gebäude stammt im Kern aus dem 16. Jahrhundert, wurde 1838 zum Widum umgestaltet und wird seit 2008 als Wohnhaus genutzt. Der zweigeschoßige, gemauerte Bau über rechteckigem Grundriss weist eine regelmäßige Achsengliederung und ein geschindeltes Walmdach auf. | BDA-Hist.: Q38068744 Status: § 2a Stand der BDA-Liste: 2025-06-30 Name: Widum GstNr.: 48                                                                                 |
| ja    | Datei hochladen | Mesnerhaus HERIS-ID: 103299 Objekt-ID: 119775 TKK: 48384                                      | St. Sigmund 13 Standort KG: St. Sigmund       | Das Gebäude wurde in der ersten Hälfte des 19. Jahrhunderts als Mesnerhaus errichtet und wird heute als Jugendheim genutzt. Das zweigeschoßige, in Blockbauweise errichtete und an drei Seiten bis zur Dachtraufe verputzte Gebäude hat ein Satteldach und einen einfachen Bundwerkgiebel. Der Mittelflurgrundriss wird über eine doppelläufige Holzstiege an der Giebelseite erschlossen. | BDA-Hist.: Q37796583 Status: § 2a Stand der BDA-Liste: 2025-06-30 Name: Mesnerhaus GstNr.: .59                                                                           |
| ja    | Datei hochladen | Widumsstadel HERIS-ID: 103300 Objekt-ID: 119776 TKK: 48385                                    | bei St. Sigmund 13 Standort KG: St. Sigmund   | Der zur Kirchhofanlage gehörende Stadel wurde in der ersten Hälfte des 19. Jahrhunderts in Blockbauweise errichtet und ist mit einem Satteldach gedeckt. An der Südostseite befindet sich ein pultgedeckter, hölzerner Anbau. | BDA-Hist.: Q37796607 Status: § 2a Stand der BDA-Liste: 2025-06-30 Name: Widumsstadel GstNr.: .60                                                                         |